# شاكر محمود الجنابي
شاكر محمود الجنابي (1928 - ) هو طبيب عسكري عراقي.

## حياته
ولد شاكر الجنابي في ناحية الإسكندرية ضمن محافظة بابل عام 1928، وتخرج من كلية الطب في بغداد 1956 م، وعيّن طبيباً عسكرياً في الجيش العراقي برتبة ملازم أول. خدم في الطبابة العسكرية بعدة مستشفيات كان آخرها آمر المستشفي العسكري في بعقوبة، وفي حركة 8 شباط 1963، التي قادها حزب البعث العراقي، أعتقل لأسباب سياسية، وبعد الافراج عنه استقال من الجيش.
سافر بعد ذلك إلى المملكة المتحدة لإكمال دراسته الطبية والاختصاص في الأمراض الصدرية والباطنية، ثم أكمل دراسته في الولايات المتحدة الأمريكية، وعاد إلى العراق سنة 1975 وعُيّن في مستشفي اليرموك طبيباً أخصائياً ورئيس قسم الباطنية.
وكان ضمن الفريق الطبي الذي كان يشرف على صحة صدام حسين الرئيس العراقي السابق، وفي سنة 1991، اعتقل مرة أخرى من قبل جهاز المخابرات العراقي بتهمة الإشتراك بمحاولة قلب نظام الحكم وخرج من المعتقل بعد 6 أشهر، بعدها غادر العراق إلى المملكة المتحدة ثم إلى مدينة نيويورك، وقد عَمِل في مستشفي تعليمي في نيويورك، ثم استقال من العمل في المستشفى ليعود إلى العراق بعد عام 2003، لكنه سرعان عاد إلى الولايات المتحدة ليقيم في مدينة نيويورك.

## مؤلفاته
- مقتطفات من الذاكرة.